# Waag (Delft)
De Waag in Delft, in de Nederlandse provincie Zuid-Holland, is een gebouw achter het stadhuis aan de westkant van de Markt. De voorzijde wordt bekroond door een bakstenen lijstgevel. De achterzijde grenst aan de Wijnhaven. De Waag werd vermoedelijk pas na de stadsbrand van 1536 gebouwd. Op de gevel staat het jaartal 1770.
Tot 1960 bleef de waag in gebruik. Daarna deed het pand onder meer dienst als theater. Sinds 1999 is het gebouw in gebruik als horecagelegenheid (Stadscafé De Waag). Dit café was het eerste café in Nederland dat Bitcoin accepteerde.
- MusicBrainz: daf104ac-dd35-4462-9435-95e2dc51bb27
- Rijksmonument: 11876
- Virtual International Authority File: 10145067003366630628